# Cangur rata de cua d'escombra
El cangur rata de cua d'escombra (Bettongia penicillata) és un petit marsupial (30 cm de llarg). És un membre de la família dels cangurs rata.
El cangur rata de cua d'escombra vivia antigament a més del 60% del continent australià però actualment només viu a menys de l'1%. És estrictament nocturn i no és gregari. Durant el dia reposa dins un niu ben elaborat i amagat que es compon d'herba i escorça trinxada. Excava aliments com ara bulbs, tubercles i fongs amb les seves potents urpes anteriors. El seu hàbitat inclou boscos i matollars temperats, així com matollars i herbassars àrids.

## Descripció
Aquesta espècie pertany al grup dels cangurs rata, amb tendència a viure en solitari i mostra comportament nocturn per sortir del seu cau i buscar aliments. De mitjana tenen una mesura de cap i cos de 330 mm i 310 mm de cua. El seu pelatge és de color marro-gris pel llom i color crema pel ventre. Té una cua molt característica degut a la seva llargària i capacitat prènsil, funcionant com una cinquena extremitat.

## Distribució geogràfica
Bettongia Penicillata és una espècie originària d'Austràlia, predominantment per les zones del sud i l'oest.

## Conservació
Actualment l'espècie es troba en perill crític d'extinció. La gran caiguda del nombre d'espècies s'associa a la introducció d'altres espècies que actuarien com depredadors, guineus roges, i altres espècies herbívores que esdevindrien com competidores.